# Tracz (obwód iwanofrankiwski)
Tracz (ukr. Трач) – wieś na Ukrainie, w obwodzie iwanofrankiwskim, w rejonie kosowskim.

## Historia
W II Rzeczypospolitej miejscowość należała od 1934 roku do zbiorowej gminy wiejskiej Matyjowce w powiecie kołomyjskim województwa stanisławowskiego. We wrześniu 1934 nowe gminy zbiorowe podzielono na gromady, które w zasadzie odpowiadały granicom dawnych gmin jednostkowych. Tracz, należący dotychczas do gminy jednostkowej Debesławce, utworzył odrębną gromadę, na obszar której złożyły się południowe górskie połacie pięciu ekstremalnie wydłużonych dotychczasowych gmin jednostkowych: Debesławce, Matyjowce, Siemakowce, Załucze nad Prutem i Trościanka (ta ostatnia w obrębie gminy katastralnej Pererów). W ten sposób zlikwidowano niepraktyczne wewnątrzgromadzkie odległości, a gromadom nadano bardziej wymierny kształt.